# Éva Csernoviczki
Éva Csernoviczki, född den 16 oktober 1986 i Tatabánya, Ungern, är en ungersk judoutövare.
Hon tog OS-brons i damernas extra lättvikt i samband med de olympiska judotävlingarna 2012 i London.